# Tema
Tema je pobřežní město v Ghaně. Leží 25 kilometrů východně od Akkry, hlavního města Ghany, v regionu zvaném Greater Accra. Tema je zároveň hlavním městem distriktu Tema Municipal District. Tema je 11. nejlidnatější město Ghany. V roce 2013 ve městě žilo 161 612 obyvatel. 
Městem přímo prochází nultý poledník. Zároveň je Tema největším ghanským přístavem. Město leží v oblasti s teplým semiaridním podnebím.  